# Carlos Ruckauf

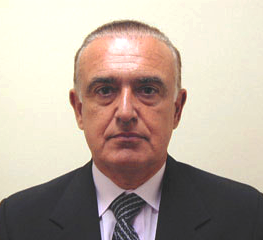
Carlos Ruckauf, 2008

Carlos Federico Ruckauf (* 10. Juli 1944 in Ramos Mejía) ist ein peronistischer Politiker aus Argentinien und ein Mitglied der Peronistischen Partei.

## Leben
Bis März 1976, also vor der Militärdiktatur (Prozess der Nationalen Reorganisation), war Ruckauf Arbeitsminister in der Regierung von Isabel Martínez de Perón. Nachdem 1983 eine zivile Regierung wieder hergestellt wurde, wurde er 1993 Innenminister im Kabinett von Carlos Menem, und im Juli 1995 Vizepräsident. Dieses Amt hatte er bis zum 10. Dezember 1999 inne. Im selben Jahr gewann er die Wahlen um den Gouverneursposten von Buenos Aires. Das Amt musste er jedoch im Dezember 2001, zur Zeit der Argentinien-Krise, wieder aufgeben. Ihm wurde im neuen Kabinett unter Eduardo Duhalde das Amt des Außenministers angeboten, das er annahm und bis zum 25. Mai 2003 ausführte. Im späteren Jahresverlauf wurde er in die Argentinische Abgeordnetenkammer gewählt und vertrat dort die Provinz Buenos Aires. Er war Abgeordneter bis 2007.

## Ehrungen
- 1995: Großkreuz des Päpstlichen Piusordens[1]